# Luofloden (Shaanxi)
Luofloden eller Luo He (洛河) är en flod i Kina.   Det flyter över Lössplatån i provinsen Shaanxi och ansluter som biflod till Weifloden.